# Rhynchodoras
Rhynchodoras — рід риб з родини Бронякові ряду сомоподібних риб. Має 3 види.

## Опис
Загальна довжина представників цього роду коливається від 6 до 10,5 см. Голова велика, більша у довжину ніж завширшки, трохи конічної форми. Очі відносно маленькі. Щелепи високо підняті, сильно стиснуті, довгасті, що нагадують ріг (звідси походить латинська назва цього роду). Види поділяються за розміром верхньої та нижньої щелеп. Є 3 пари вусиків. Тулуб кремезний. Уздовж бічної лінію тягнуться колючі щитки. Спинний плавець високий, з короткою основою. Грудні плавці широкі. Спинний та грудні плавці є гострі шипи, що мають борозни. Хвостовий плавець роздвоєно.
Забарвлення темних кольорів (синіх, коричневих) зі світлими плямочками.

## Спосіб життя
Воліє до теплих та помірно теплих вод. Зустрічаються в річках і притоках, струмках. Активні вночі. Вдень відсиджуються серед рослинності або під корчами. Живляться личинками комах.

## Розповсюдження
Мешкають у басейні річок Амазонка, Оріноко, Шінгу і Маранон.

## Види
- Rhynchodoras castilloi
- Rhynchodoras woodsi
- Rhynchodoras xingui